# قرة ديو
قرة ديو هي قرية في مقاطعة هشترود، إيران. عدد سكان هذه القرية هو 298 في سنة 2006.